# Almamediterranea
Gli Almamediterranea sono un gruppo folk rock italiano fondato a Cagliari nel 2003 dal cantautore Roberto Usai.

## Storia del gruppo

### Le origini
La band nasce nel 2003 da un'idea di Roberto Usai,già componente del duo cagliaritano Le Blinde, che assieme a Pierpaolo Malafarina, Fabio Talani e Roberto Testa, ne costituì un primo nucleo, proponendo diverse cover e riarrangiamenti di brani di artisti come De Gregori, De André, Rino Gaetano, Modena City Ramblers e altri, ottenendo un discreto successo di pubblico già dalle prime apparizioni.
Nell'inverno dello stesso anno i 4 intraprendono strade diverse e la formazione degli Alma diventa un trio con Diego Deiana al Violino e Gianluca Muggianu alla fisarmonica e flauto traverso, ai quali poco più avanti, si aggiungerà Antonio Manzari al Basso.
Nella Primavera del 2004 Malafarina rientra a far parte della band.

### Il successo (2005-2017)
Nel 2005 inizia a prendere forma quella che sarà la formazione del gruppo, quindi dallo stesso Roberto Usai, Pamela Strazzera, Sandro Sacchitella, Mauro Sanna, Mario Dinaro, che sostituiscono la formazione fin qui proposta. Nello stesso anno vincono la tappa cagliaritana del Rock Tv Contest I-Tim Tour 2005 con il loro primo brano In mezzo alla tempesta, arrivando così alla finale di Torino, festival che li farà conoscere anche oltre i confini della Sardegna.
Nel 2006 partecipano a diversi concorsi e festival nazionali quali il Mei Fest Faenza, il Concerto al Roxy Bar by Red Ronnie e il Festival della Canzone D'Autore di Isernia, vincendo il premio della critica. La loro canzone Sardabanda vince il contest Online di Rossoalice e viene pubblicata da BMG Sony; sono poi ospiti di trasmissioni in onda su Rock TV, tra cui Database e SalaProve.
Nel 2007 il programma radiofonico di Radio 1 Demo trasmette uno speciale a loro dedicato. Il 2007 è anche l'anno d'uscita del primo lavoro autoprodotto dal titolo Tuttoattaccato, demo che vende circa 2000 copie senza distribuzione né etichetta. L'uscita dell'album sancisce il passaggio al nome Almamediterranea che, come suggeriva il titolo dello stesso album, si scrive come unica parola.
Nel 2008 si unisce alla Sardabanda Giorgio del Rio. Partecipano al festival Primo maggio tutto l'anno e all'IMD (Independent Music Day) organizzato da Francesco Baccini e Povia e nell'estate dello stesso anno suoneranno con lo stesso Baccini.
Nel 2009 entra a far parte del gruppo Santino Cardia e Diego Milia ed esce il secondo album Male Bene, in collaborazione con Arci Sana Records e distribuito da Venus, alla realizzazione del quale hanno partecipato tanti artisti e non, a vario titolo, come Erriquez della Bandabardò, Francesco Moneti Fry dei Modena City Ramblers, Luca Morino dei Mau Mau, Luca Lanzi de la Casa del vento e il conduttore radiofonico e televisivo Red Ronnie ha regalato loro una traccia, inserita nell'album sotto forma di intro.
Nel 2010 partecipano al LiveMi, il festival di Milano per gli artisti emergenti e in seguito vincono l'Edison Change the Music - Premio Speciale Web, risultando la band più votata dal pubblico della rete. Premio che consiste nella realizzazione di un videoclip. Le riprese hanno avuto luogo nell'ultima parte di marzo 2011 in provincia di Cagliari.
Ad aprile eseguono alcune date oltre Tirreno, tra le quali la serata del 9 aprile che li vede sul palco dell'Alcatraz di Milano con i Modena City Ramblers; il 30 aprile dello stesso anno fanno parte dei 10 artisti sardi scelti per la manifestazione Unione Sarda Special Collection Live Show organizzato dall'omonimo giornale sardo e in seguito faranno parte della collana di dischi della manifestazione.
Il 9 dicembre 2011 viene presentato in anteprima il nuovo album dal titolo Popolo di onesti, in uscita il primo mese del 2012. Così come per il precedente Male Bene, sono diverse le collaborazioni che hanno arricchito i brani di quest'ultimo lavoro del gruppo: oltre a vari esponenti del panorama musicale sardo, come il rapper Ruido, fondatore del gruppo Fit Prod e Paolino Secchi, Paolinho, voce dei Train To Roots, ritroviamo Fry Moneti e si aggiunge Davide Morandi, entrambi dei Modena City Ramblers. Contemporaneamente al disco, viene pubblicato il videoclip del brano Il Musicista, girato a marzo in collaborazione con Edison.
L'uscita dell'album è seguita da un tour che fa tappa in diverse città italiane, tra cui Bologna e Urbino per la manifestazione Irlanda in festa;
In concomitanza con l'evento appena citato, sono ospiti della trasmissione La Grande Onda, nuovo spazio musicale ideato e condotto da Red Ronnie, in onda sul canale Web TV Roxybar.tv.

### Il Concertone e la pausa (2012-2017)
Dal 2012 in poi sono frequenti i cambi di formazione. A settembre infatti, il tastierista Mario Dinaro lascia nuovamente il gruppo, per farne poi ritorno a gennaio 2012. Durante i primi concerti viene sostituito da Diego Milia che, dopo Banjo, violino, mandolino, armonica, sax, tromba e ukulele, aggiunge la tastiera agli strumenti musicali suonati, dando conferma della sua poliedricità musicale. A ottobre è la volta dello storico bassista Mauro Sanna, che dopo 8 anni di permanenza decide di lasciare la band. Al suo posto subentra l'omologo Fabio Talani.
A fine anno il gruppo viene scelto dal comune di Cagliari per la realizzazione del Capodanno 2012 cittadino: hanno così animato l'ultima notte dell'anno nella centralissima Piazza Yenne cagliaritana.
Nel 2013 partecipano alla prima edizione del 1M Festival, contest per band emergenti organizzato dal Concerto del Primo Maggio, arrivando tra i 6 finalisti nazionali ed esibendosi a Roma sul palco dello stesso Concertone. Il contest è poi stato vinto dalla band salentina CRIFIU.
Poco prima della partenza per il Concerto del Primo Maggio Giorgio del Rio lascia la band; al suo posto subentra il cubano Sixto Marquez che fa il suo esordio proprio a Roma. Sarà il primo di una nuova serie di cambiamenti all'interno della line-up sarda: a seguire infatti, lasciano la formazione anche lo storico batterista Alessandro Sacchitella e il bassista Fabio Talani, sostituiti rispettivamente da Emanuele Pusceddu e Gigi Mirabelli.
Il 2014 è l'anno della tournée Cubana; nel mese di marzo la band vola all'Havana per alcuni concerti e registrare in presa diretta presso gli Abdala Studios alcuni brani che faranno parte dell'album che festeggerà i 10 anni della band.
Anticipato dal videoclip del singolo Radical Chic, a maggio 2015 esce Sentieri di Libertà. Tale progetto musicale ha lo scopo di raccogliere fondi per la ricerca e lo sviluppo nonché il sostegno delle terapie alternative nel campo della medicina psichiatrica a cura del Dott. Alessandro Coni, ideatore del progetto che porta lo stesso nome del CD della band. A luglio dello stesso anno esce il videoclip del brano La taranta del demente, secondo estratto dall'album, girato nel complesso nuragico di Barumini.
Nel 2017, dopo la partecipazione a un contest promosso da Radio Capital, tengono l'ultimo concerto per la festa della CGIL poiché decideranno di interrompere il progetto Almamediterranea.

### Il ritorno con Almamediterranea 2020
La pausa del 2017 decreta di fatto uno smembramento della formazione: diversi componenti della band, anche storici, intraprendono altri progetti musicali, mentre il leader e fondatore Roberto Usai, nel 2020, riprende il progetto con una nuova formazione.

## Premi e riconoscimenti
- Alle premiazioni del Festival della Canzone D'Autore di Isernia, vinto dalla band riminese dei Nobraino, la giuria ha deciso di creare un "premio della critica" ad hoc per gli Almamediterranea, mettendo la quota della vincita di tasca propria.

## Citazioni e omaggi
- Il brano Chicch'e Butto', contenuto sia nella loro auto-produzione che nella raccolta Sandalia, è inserito in una rappresentazione teatrale di una compagnia locale, divenendone il leitmotiv dell'opera stessa.[17]

## Formazione
La formazione nel 2025:
- Roberto Usai - voce, chitarra, altri strumenti
- Roberta Gallese - voce, Chitarra e percussioni
- Gigi Mirabelli - basso
- Santino Cardia - Sax
- Antonello Carta - Fisarmonica e tastiere
- Giorgio Erdas - batteria

### Ex componenti
- Sergio Tifu - violino
- Gianluca Muggianu - fisarmonica
- Antonello Deriu - chitarra
- Paolo Flore - batteria
- Gianluca Starita - violino
- Domenico Cocco - chitarra
- Mauro Sanna - basso
- Mario Dinaro - tastiera, fisarmonica
- Fabio Talani - basso
- Alessandro Sacchitella - batteria
- Diego Deiana- Violino e Fisarmonica
- Mauro Martino Pes - fisarmonica e tastiere
- Emanuele Pusceddu - batteria
- Fabrizio Lai - chitarra
- Diego Milia - violino - banjo - guitalele - tastiere e sint, armonica - voce
- Pamela Strazzera - voce, cajon e piccole percussioni

## Discografia Parziale

### Album
- 2007 - Tuttoattaccato
- 2009 - Male Bene
- 2012 - Popolo di onesti
- 2015 - Sentieri di libertà

### Raccolte
- 2011 - Sandalia

### Singoli
- 2009 - Male e bene
- 2015 - Radical chic
- 2015 - La Taranta del Demente
- 2020 - Natalando
- 2021 - Babadook[19]
- 2022 - Ci sarà[20]

### Partecipazioni
- 2006 - AA.VV. Laratro Folk Fest con Abbiamo un Re
- 2007 - AA.VV. Arci libertà e musica con Chicch'è buttò
- 2008 - AA.VV. FuoriSessione con La cella della libertà
- 2008 - AA.VV. Canzoni con Il thè Stasera
- 2009 - AA.VV. LiveMi Vol.4 con La caffettiera di Cocò